# Unkas Anka
Unkas Anka (orig. Eider Duck) Seriefigur. Mindre vanligt förekommande i karaktär i Kalle Anka-serierna, där han är Kalles farbror. Namnet nämndes i en serie av Carl Barks 1944, men hans utseende skapades först av Don Rosa 1993.

## Karaktärshistoria
Första gången namnet "farbror Unkas" nämndes var i Carl Barks serie Kalle Anka och falken (Farragut the Falcon) från augusti 1944. Här uppträder dock inte Unkas i egen hög person, utan står enbart som avsändare av en falk som Kalle får på posten.
Det skulle dröja ända till 1993 innan Unkas utseende avslöjades. Detta år presenterade Don Rosa sitt släktträd över Kalle och hans familj, som till allt väsentligt byggde på Barks gamla serier. Året därpå, 1994, gjorde han sitt första - och hittills enda - serieframträdande i Fort Ankeborgs försvarare (The Invader Of Fort Duckburg), ett av kapitlen i Rosas epos Farbror Joakims Liv.

## Levnadsteckning

### Den vedertagna versionen
Enligt Don Rosa är Unkas ett av tre barn till Farfar och Farmor Anka. Vidare är han gift med Lucinda Lom och far till Knase Anka och Snorke Anka. Detta gör honom till Kalle Ankas köttslige farbror.
Inte mycket känt om Unkas liv. Han är troligen född på 1870-talet, med största sannolikhet på Elias och Elvira Ankas (i folkmun senare kallade Farfar och Farmor Anka) gård utanför Ankeborg. Helt säkert är att han bodde där 1902, då han blev presenterad för sin blivande svåger Joakim von Anka och dennes systrar. 
Med tiden lämnade Unkas ankeborgstrakten och träffade Lucinda Lom, med vilken han fick sönerna Knase och Snorke, båda uppskattningsvis födda omkring 1920. Det i nuläget sista kända livstecknet från honom kom 1944 då han skickade en falk till sin då vuxne brorson Kalle Anka. Huruvida detta innebär att Unkas själv födde upp falkar har diskuterats, men inte kunnat beläggas.

### Andra tolkningar
Då Unkas är en relativt perifer skapelse i Kalle Ankas universum har det inte utvecklats några andra traditioner om honom än den ovan.